# Endocarditis infecciosa
L'endocarditis infecciosa és una infecció de la superfície interna del cor (l'endocardi) i de les vàlvules. La forma infecciosa és la forma més freqüent d'endocarditis. Els signes i símptomes poden incloure febre, petites àrees d'hemorràgia a la pell, buf cardíac, sensació de cansament i un nombre baix de glòbuls vermells. Les complicacions poden incloure el flux sanguini cap enrere al cor, insuficiència cardíaca: el cor lluita per bombar una quantitat suficient de sang per satisfer les necessitats del cos, conducció elèctrica anormal al cor, ictus i insuficiència renal.
La causa sol ser una infecció bacteriana i menys freqüentment una infecció per fongs. Els factors de risc inclouen la malaltia cardíaca valvular, com ara la malaltia reumàtica, la cardiopatia congènita, les vàlvules artificials, l'hemodiàlisi, l'ús de drogues per via intravenosa i els marcapassos electrònics. Els bacteris més afectats són els estreptococs o els estafilococs. El diagnòstic es sospita basant-se en els símptomes i recolzat en hemocultius o ecografia del cor.
La utilitat dels antibiòtics després de procediments dentals per a la prevenció no està clara. Alguns els recomanen per a persones amb alt risc. El tractament és generalment amb antibiòtics intravenosos. L'elecció dels antibiòtics es basa en els resultats dels hemocultius. De vegades cal una cirurgia cardíaca.
El nombre de persones afectades és d'uns 5 per 100.000 a l'any. Les taxes, però, varien entre les regions del món. L'endocarditis infecciosa es produeix en homes amb més freqüència que en dones. El risc de mort entre els infectats és d'un 25%. Sense tractament, és gairebé universalment mortal.

## Patogènia
De vegades, el seu origen es deriva d'un cateterisme (cardíac o no) o de manipulacions bucodentals sobre una infecció preexistent. En funció del tipus d'intervenció i dels antecedents del pacient, pot estar indicat un tractament profilàctic amb antibiòtics d'ampli espectre, ja que els microorganismes potencialment causants d'una endocarditis odontogènica són molts i cada pacient ha de ser valorat rigorosament.
De forma excepcional, persones no immunocompromeses que pateixen una malaltia periodontal poden presentar endocarditis de difícil diagnòstic, sense cap actuació odontològica prèvia i a partir de gèrmens de la microbiota oral normal, com el bacil Capnocytophaga ochracea. En el cas de Abiotrophia defectiva (un coc grampositiu propi de la microbiota bucal), el bacteri pot causar endocarditis refractàries al tractament antibiòtic que arriben a destruir les vàlvules i a crear fístules càrdio-aòrtiques. El bacteri gramnegatiu Aggregatibacter aphrophilus també és una font atípica d'endocarditis. Aquest microorganisme forma part d'un petit grup de bacteris gramnegatius anomenat HACEK (Haemophilus spp., Aggregatibacter spp., Cardiobacterium hominis, Eikenella corrodens i Kingella spp.), que tenen en comú unes característiques determinades: colonitzen l'orofaringe, són difícils d'identificar en els cultius sanguinis de rutina i provoquen endocarditis en individus relativament joves, sovint sense signes clínics específics. La infecció per aquests bacteris és l'origen del 3 al 5 per cent d'endocarditis. Dins del grup, E. corrodens és la font d'endocarditis infecciosa més poc freqüent, amb menys de 20 casos registrats en la literatura mèdica. Cardiobacterium hominis té una baixa virulència, però també és un bacteri causant d'endocarditis molt insidioses que es tracten amb cefaloesporines de tercera generació.

## Possibles causes de la malaltia
L'any 2014 es va publicar el primer cas d'endocarditis infecciosa —comprovat emprant la tècnica de PCR en un malalt amb cultius negatius— causada per Helicobacter cinaedi, una espècie campilobacteral patògena poc freqüent. Els campilobacteris poques vegades provoquen infeccions fora del tracte gastrointestinal; l'espècie Campylobacter fetus, però, s'ha identificat de forma creixent com a causant d'endocardits en el decurs dels darrers anys. El coc aerobi, alfa-hemolític i grampositiu, Aerococcus urinae, provoca cistitis i infeccions de les vies urinàries altes. Es confon fàcilment amb diverses espècies d'estreptococs i d'estafilococs. Els avenços en les tècniques de tipificació microbiològica fan possible a hores d'ara identificar-lo com un microorganisme causant d'endocardits de pronòstic incert, sobretot en pacients ancians amb diferents comorbiditats.
Esporàdicament apareixen casos d'endocarditis infecciosa causada per Tropheryma whipplei, un bacteri de la família dels Actinomyces que és el patogen que provoca la malaltia de Whipple. Tampoc abunden les enmdocardits causades per Legionel·la spp. (els bacteris causants de la legionel·losi), que acostumen a ser difícilment detectables i de curs crònic, o per Gemella haemolysans (un coc grampositiu anaerobi present a les membranes mucoses).
Amb tot, una de les causes d'endocarditis, encara freqüent a molts països, és la febre reumàtica. Algunes estimacions indiquen que aquesta malaltia és l'origen subjacent de més del 50 per cent de totes les endocarditis. La febre reumàtica és una seqüela inflamatòria sistèmica de la infecció per l'estreptococ beta-hemolític del grup A, derivada de la reacció immunitària contra el bacteri generada per individus genèticament predisposats, i que té una alta taxa de recurrències. Si bé la febre reumàtica afecta diferents òrgans i teixits, és al cor on deixa lesions permanents. Les lesions proliferatives cardíaques patognomòniques de la febre reumàtica són els nòduls d'Aschoff, que tenen un nucli de col·lagen necròtic envoltat de cèl·lules reticuloendotelials, plasmòcits i limfòcits. No són reversibles i després de la fase aguda de la febre reumàtica provoquen fibrosi, calcificacions i focus de deformació que cursen amb insuficiència i estenosi valvular: mitral (85%), aórtica (45%), tricúspide (10%) i pulmonar (2%). Amb el temps, es produeixen més adherències i retraccions irregulars que empitjoren l'estenosi.
Aquestes irregularitats són unes zones fàcilment colonitzables pels microorganismes i, per això, aquests pacients tendeixen a desenvolupar endocarditis infecciosa després d'una bacterièmia, motiu que fa recomanable l'administració de profilaxi antibiòtica en cas de ser sotmesos a determinades intervencions o exploracions. Segons un estudi fet a 14 països africans i asiàtics de renda baixa i baixa-mitjana, l'índex d'endocarditis infecciosa entre les persones afectades de cardiopatia reumàtica és de 3,65/1000 casos-any. Un altre treball, limitat a malalts del Regne Unit controlats durant cinc anys, mostra un risc de desenvolupar una endocarditis infecciosa del 30 per cent entre els pacients amb aquest tipus de cardio/valvulopatia preexistent.
Una altra valvulopatia que afavoreix el desenvolupament d'endocarditis infeccioses és el prolapse mitral de qualsevol etiologia. S'estima una incidència anyal d'endocarditis infecciosa d'un per cada 1100 malalts amb prolapse mitral. Els pacients que pateixen una regurgitació greu són els que tenen un major risc de sofrir una endocarditis infecciosa. Els microorganismes predominants en aquest tipus d'endocarditis són els estreptococs del grup viridans. El tractament d'elecció en aquest cas és la reparació quirúrgica de la vàlvula.
Algunes formes de la síndrome d'Ehlers-Danlos (una malaltia genètica autosòmica dominant) originen importants anomalies estructurals en les vàlvules cardíaques que incrementen el risc d'aparició d'una endocarditis.
L'endocarditis infecciosa és una malaltia que es veu moltes vegades en drogoaddictes per via endovenosa. Eventualment, també es troben casos a conseqüència de piercings efectuats sense garanties higièniques.
Les cardiopaties congènites són un dels factors que predisposen el desenvolupament d'una endocarditis, la qual acostuma a ser causada per Streptococcus spp. o Staphylococcus spp. Les endocarditis infeccioses associades amb aquest grup de cardiopaties s'observen sobretot en casos de vàlvula aòrtica bicúspide i comunicació interauricular i afecten a persones joves que sovint són sotmeses a cirurgia i tenen un pronòstic millor que la resta d'endocarditis.

## Danys associats a l'endocarditis infecciosa
Unes lesions associades clàssicament a l'endocarditis infecciosa (si bé es poden veure en altres malalties), són els nòduls d'Osler. Es presenten com bonys subcutanis ben definits i de color vermell-violaci, dolorosos, als palpissos dels dits i/o les eminències tènars o hipotènars. En les endocarditis agudes, es deuen a petites embòlies sèptiques i el cultiu de material obtingut per punció-aspiració pot ser un element diagnòstic del quadre. En les endocarditis cròniques, la causa acostuma a ser una arteritis de la microvasculatura de la pell i el teixit subcutani amb dipòsit focal de complexos immunitaris. De vegades, la seva patogènia és mixta. Lesions similars poden sorgir a les puntes dels dits del peus. En un ~5% dels casos d'endocarditis infecciosa apareixen taques de Roth (també anomenades punts de Litten), les quals són hemorràgies retinals localitzades prop del disc òptic amb un centre blanquinós, formades per cúmuls de fibrina i hematies. Aquestes taques, que moltes vegades són asimptomàtiques, no són exclusives de les endocarditis infeccioses i poden observar-se en un ampli ventall d'afeccions sistèmiques. La seva existència, però, és altament suggestiva d'endocarditis subaguda.
Altres signes perifèrics propis de les endocarditis infeccioses són les lesions de Janeway (nòduls eritematosos, sense tensió a la seva superfície ni dolor, que surten als palmells de les mans i les plantes dels peus) les hemorràgies «en estella» (petites hemorràgies lineals d'uns 2/3 mm de llarg que es veuen sota les ungles) i la presència de petèquies en la conjuntiva palpebral. La majoria dels pacients amb endocarditis infecciosa presenten episodis febrils, de forma més o menys regular. És una de les patologies a descartar en casos de febre d'origen desconegut, sobretot si l'auscultació detecta un buf cardíac. De vegades, però, la malaltia cursa sense cap augment de la temperatura corporal (endocarditis eutèrmica). De tant en tant, s'han registrat casos d'endocarditis infecciosa que debuten amb una artritis sèptica monofocal o multifocal, la major part de les quals per Staphylococcus aureus o Streptococcus viridans. quest últim és el bacteri responsable d'entre un 20 i un 24 per cent de les endocarditis infeccioses sobre vàlvula nativa en pacients no addictes a drogues per via parenteral.
A banda de les taques de Roth, les endocarditis infeccioses tenen altres manifestacions oculars. Predominen les endoftalmitis i les oclusions embòliques de l'artèria retinal o de les seves branques (oclusions que també es poden produir en casos d'endocarditis no bacteriana). Algunes vegades es presenten abscessos a l'iris.
El suec Emanuel Winge (1827-1894) fou el primer en determinar la naturalesa microbiològica de l'endocarditis infecciosa (1869). Els alemanys Theodor Klebs (1834-1913) i Ottomar Rosenbach (1851-1907) confirmaren experimentalment el fet provocant infeccions en vàlvules de conills emprant diferents mètodes entre 1878 i 1881. La malaltia causà la mort del compositor Gustav Mahler i del neuròleg Alois Alzheimer.

## Diagnòstic
L'ecografia, de tipus transtoràcic o transesofàgic, és la tècnica d'elecció per diagnosticar les endocarditis i les seves troballes són fonamentals per escollir el tipus de tractament a emprar segons les característiques de l'endocarditis. Moltes vegades, la informació que aporten dites exploracions també te valor pronòstic.
Establerts l'any 1994 pel servei d'endocarditis de Duke i revisats l'any 2000, els criteris de Duke són una col·lecció de criteris majors i menors utilitzats per establir un diagnòstic d'endocarditis infecciosa:
Criteris majors
- Hemocultiu positiu amb microorganisme típic d'endocarditis infecciosa, definit com un dels següents:[63]
  - Dos cultius positius d'algun d'aquests microorganismes: estreptococs del grup Viridans; Streptococcus bovis incloent soques variants nutricionals; bacteris del grup HACEK, Staphylococcus aureus i enterococs adquirits a la comunitat, en absència d'un focus primari
  - Microorganismes en cultius de sang persistentment positius definits, on es compleix algun d'aquests casos:
    - Dos cultius positius de mostres de sang extretes amb més de 12 hores de diferència
    - Tres o la majoria d'un mínim de quatre hemocultius separats (amb la primera i l'última mostra extretes almenys amb una hora de diferència)
    - Coxiella burnetii detectada per almenys un hemocultiu positiu o un títol d'anticossos IgG per a l'antigen de fase 1 de la febre Q > 1:800. Aquest era abans un criteri menor.

- L'evidència d'afectació endocàrdica amb ecocardiograma positiu es defineix com a vàlida quan es compleix un d'aquests casos:
  - Massa intracardíaca oscil·lant sobre la vàlvula o les estructures de suport, en el camí dels fluxos regurgitants o sobre el material implantat en absència d'una explicació anatòmica alternativa
  - Abscés
  - Nova dehiscència parcial de la vàlvula protèsica o nova insuficiència valvular (un empitjorament o un canvi d'un buf preexistent no són suficients)

Criteris menors:
- Factor predisposant: lesió cardíaca coneguda, injecció de drogues recreatives
- Febre >38 °C
- Fenòmens vasculars: èmbol arterial, infarts pulmonars, lesions de Janeway, hemorràgia conjuntival
- Fenòmens immunitaris: glomerulonefritis, nòduls d'Osler, taques de Roth, factor reumatoide
- Evidència microbiològica: hemocultiu positiu (que no compleix un criteri major) o evidència serològica d'infecció amb un organisme consistent amb endocarditis infecciosa però que no compleix el criteri principal

Valoració:
Un d'aquests criteris patològics:
- Es troben microorganismes en la histologia o el cultiu d'una vegetació cardíaca, una vegetació embolitzada o un abscés intracardíac
- Endocarditis activa

Una d'aquestes combinacions de criteris clínics
- Dos criteris clínics majors
- Un criteri major i tres menors
- Cinc criteris menors

El diagnòstic d'endocarditis infecciosa és possible si es compleix una de les combinacions següents de criteris clínics:
- Un criteri major i un altre menor
- Es compleixen tres criteris menors

## Classificació semiològica
A efectes més semiològics que diagnòstics, alguns especialistes divideixen les endocarditis infeccioses en quatre grans grups:
• Endocarditis infecciosa sobre vàlvula cardíaca nativa en la població general. Representa del 50 al 60 per cent dels casos i es produeix amb molta freqüència a partir d'una lesió valvular preexistent; com ara prolapse de la vàlvula mitral, vàlvula aòrtica bicúspide o una endocarditis infecciosa prèvia.
• Endocarditis infecciosa sobre vàlvula cardíaca protèsica. Es presenta en un 10-20% de tots els casos i pot ser precoç o tardana. La precoç es defineix com aquella derivada d'una colonització bacteriana durant l'acte quirúrgic, independentment del temps transcorregut fins a l'aparició dels signes clínics (menys de dos mesos, tot i que de vegades s'observen als sis o dotze mesos). La forma tardana no té relació amb la cirurgia d'implantació i el seu espectre microbiològic és similar al d'una endocarditis infecciosa sobre vàlvula nativa. Encara que l'endocarditis infecciosa apareix per igual en pròtesis biològiques i mecàniques, la patogènia i les manifestacions anatomopatològiques i ecocardiogràfiques són diferents en cadascun dels dos tipus. La infecció de les pròtesis mecàniques, sobretot si la contaminació s'ha produït durant el període perioperatori, afecta fonamentalment a la unió entre l'anell i la sutura quirúrgica, fet que comporta una major incidència de complicacions perianulars. En les biopròtesis, la infecció pot localitzar-se a l'anell i als vels membranosos de la pròtesi, sent més freqüent la presència de vegetacions en aquests i la perforació o trencament dels mateixos.
• Endocarditis infecciosa en addictes a drogues per via parenteral. Aproximadament un 30 per cent de les endocarditis infeccioses. La forma mixta dreta-esquerra no és rara i no acostuma a existir una patologia facilitadora o precipitant de base. Les endocarditis infeccioses de repetició en aquest grup de malalts són freqüents i el seu risc de sofrir complicacions postoperatòries en cas d'efectuar cirurgia valvular és alt.
• Endocarditis infecciosa amb hemocultius negatius. El diagnòstic es basa principalment en l'ecografia i els hemocultius. Ara bé, segons les nombroses sèries de casos publicades, en un 35 a 70 per cent dels afectats, els hemocultius són negatius. Això pot ser conseqüència d'una teràpia antibiòtica prèvia, microorganismes patògens atípics o limitacions en la tècnica de cultiu. Aquesta problemàtica justifica que les endocarditis infeccioses hemocultiu-negatives siguin considerades una entitat semiològica de característiques singulars i que requereix una estratègia analítica multimodal. També, els resultats ecocardiogràfics negatius (aproximadament un 15 per cent dels casos) poden correspondre a estructures alterades causants de confusió (prolapse, engruiximent valvular, etc.), a fases molt inicials de l'endocarditis infecciosa o a canvis artefactuals relacionats amb material protèsic. Per això, davant d'una forta sospita d'endocarditis infecciosa i una ecografia transesofàgica negativa, cal repetir-la una setmana després.

## Tractament
El tractament varia segons la tipologia, els microorganismes causants de la infecció i el mecanisme causal de l'endocarditis. La Societat Europea de Cardiologia publica regularment unes pautes terapèutiques i de diagnosi actualitzades d'acord amb els consensos científics sobre la malaltia i els resultats dels estudis clínics realitzats. Una de les recomanacions més significatives és la creació d'unitats especialitzades interdisciplinàries que valorin la malaltia des de criteris amb una major perspectiva. En casos determinats, la cirurgia pot ser una opció vàlida per tractar aquesta malaltia.
La mortalitat per endocarditis infecciosa és important. Als hospitals, des de la dècada de 1970 es manté entorn al 25 per cent, malgrat la introducció d'antibiòtics d'ampli espectre més eficaços i de noves eines diagnòstiques. Aquest fet pot estar relacionat amb l'envelliment de la població general i, per tant, el conseqüent augment de comorbiditats. En el decurs dels darrers anys, s'ha registrat un nombre creixent d'endocarditis infeccioses causades per enterococs, un fenomen preocupant, ja aquests microorganismes tenen una gran proclivitat a desenvolupar resistències.
Una complicació greu, encara que poc freqüent, de les endocarditis infeccioses és la formació de pseudoaneurismes. Eventualment, la ubicació dels pseudoaneurismes provoca isquèmia miocardíaca. En alguns casos es desenvolupen a l'arrel aòrtica després d'una intervenció de recanvi valvular protèsic, i fan necessari un nou acte quirúrgic. S'ha descrit excepcionalment l'aparició d'un pseudoaneurisma micòtic de l'artèria cubital consegüent a una endocarditis infecciosa mitral per estafilococs.

## Tipus de microorganismes que poden originar la malaltia

### Bartonellaspp.
El gènere bacterià Bartonella origina el del 5 al 30 per cent de tots els casos d'endocarditis, principalment en homes, els quals es caracteritzen per un dany valvular de progrés ràpid que pot acabar en una perforació, sobretot de la vàlvula aòrtica. L'espècie Bartonella quintana, agent etiològic de la febre de les trinxeres transmesa pels polls i molt difícil d'identificar per hemocultiu, provoca endocarditis greus i recurrents —predominantment en persones sense sostre i/o alcohòliques— que tenen un pronòstic molt dolent si el bacteri s'estén pel miocardi. Bartonella henselae, espècie causant de la limforeticulosi benigna, pot ocasionar endocarditis infeccioses subagudes i de curs insidiós que requereixen un tractament antibiòtic agressiu.

### Bartonella bovis
Bartonella bovis és un amoïnador bacteri patogen de distribució global causant d'endocarditis en el bestiar boví. La incidència d'endocarditis ocasionades pel bacteri varia molt segons les soques presents en una regió geogràfica determinada. Els animals adquireixen B. bovis a través de picades o mossegades d'artròpodes vectors, i són infeccions que sovint donen una simptomatologia pobre, de forma que la major part de les endocarditis es detecten a l'escorxador o en necròpsies veterinàries.

### Coxiella burnetti
El bacteri Coxiella burnetii, causant de la febre Q, pot originar endocarditis infeccioses de curs insidiós i mal pronòstic. Normalment, afecten a persones amb anomalies valvulars preexistents o immunodeprimides. Sovint, aquestes endocarditis són asimptomàtiques i representen un alt risc de cronificació de la malaltia si no són detectades i tractades preventivament. Representen aproximadament un 5 per cent de totes les endocarditis infeccioses. Ja que C. burnetii no creix en els medis de cultiu habituals, el diagnòstic d'aquesta endocarditis és difícil i requereix positivitat serològica. Fins i tot, la sensibilitat dels estudis amb PCR és només del 75 per cent. El tractament farmacològic d'aquestes endocarditis infeccioses consisteix en doxiciclina (100 mg cada12 hores) més rifampicina (300 mg diaris), o bé doxiciclina (100 mg cada 12 hores) més hidroxicloroquina (600 mg diaris).

### Lactococcus lactis
Lactococcus lactis és un bacteri de baixa virulència i, en general, no es considera un patogen humà. És un microorganisme anaerobi, catalasanegatiu i grampositiu, molt utilitzat en la producció de formatges, iogurts i llet agra (les seves lactases activen la fermentació) i que pot causar infeccions oportunistes. Les endocarditis infeccioses lactococcòciques són rares i pocs casos han estat registrats en la literatura mèdica; la majoria, en persones que tenen contacte amb bovins, vinculades a la indústria lletera o consumidores de làctics casolans.

### Fongs de l'ordreMucorales
L'endocarditis per mucorals és una raresa. Gairebé sempre apareix en persones immunocompromeses i acostuma a ser funesta. En algun cas, s'ha produït una isquèmia aguda bilateral a les cames a causa d'embolismes fúngics derivats d'una mucormicosi disseminada. Les endocarditis infeccioses originades per fongs no són freqüents, però comporten una alta mortalitat (superior al 50 per cent dels malalts) malgrat el tractament antimicòtic.

### FongCandida albicans
Candida spp. (i en particular l'espècie Candida albicans) és el principal gènere responsable de les endocarditis fúngiques, encara que la generalització de les tècniques de diagnosi molecular ha fet possible identificar en elles diverses altres espècies d'aquest tipus de fongs amb gran fiabilitat. Les endocarditis per C. albicans es veuen sovint en persones amb mobilitat reduïda o enllitades i que pateixen infeccions respiratòries de repetició tractades amb antibiòtics d'ampli espectre per via endovenosa. Excepcionalment, poden ser conseqüència d'una perforació diverticular intestinal.

### LlevatsKodamaea ohmeri,Rhodotorula mucilaginosaiSaccharomyces cerevisiae
El llevat patogen emergent Kodamaea ohmeri s'ha identificat com l'agent causal d'endocarditis nosocomials infantils sobre vàlvules natives. Un altre llevat oportunista que pot provocar endocarditis infeccioses en pacients trasplantats és Rhodotorula mucilaginosa. Saccharomyces cerevisiae és una causa infreqüent d'endocarditis infeccioses, especialment en subjectes sense problemes immunitaris.

### Propionibacterium acnes
El bacil grampositiu Propionibacterium acnes, propi de la microbiota normal de la pell, pot ser causa d'endocarditis a vàlvules cardíaques protèsiques i d'abscessos concomitants. De forma inusual, P. acnes s'ha identificat com l'agent causal d'endocarditis infeccioses sobre vàlvula nativa, sense cap simptomatologia evident. Aquest bacil és un contaminant habitual dels cultius microbiològics, característica que fa possible que el seu creixement en ells sigui sovint motiu de males interpretacions.

### Peptostreptococcusspp.
Uns altres cocs anaerobis de la microbiota mucocutània, pertanyents al gènere Peptostreptococcus, provoquen endocarditis en vàlvules nadiues i protèsiques amb un alt risc d'embolització pulmonar i sistèmica.

### Kingella kingae
El coccobacil anaerobi gramnegatiu Kingella kingae, conegut des de 1960, es considera una font emergent d'endocarditis, incloent-hi els nens sense alteracions estructurals cardíaques. Les endocarditis infeccioses per anaerobis són rares, però s'ha descrit algun cas de colonització valvular conjunta per diferents espècies dels anomenats gèrmens.

### Haematobacter massiliensis
Haematobacter massiliensis, un insidiós bacil aerobi gramnegatiu d'un gènere microbiològic tipificat l'any 2007 (Haematobacter), és una de les noves causes d'endocarditis infecciosa registrades durant els darrers anys. Histoplasma capsulatum no sempre es detecta als hemocultius i provoca endocarditis molt greus en persones que viuen a llocs on aquest fong és endèmic. Les zoonosis no acostumen a causar endocarditis infecciosa.

### Capnocytophaga canimorsus
Rarament i en subjectes proclius a les infeccions, Capnocytophaga canimorsus (un bacteri comensal present a la saliva dels gossos i d'alguns gats) ocasiona endocarditis després d'una mossegada. De forma anecdòtica, aquest microorganisme ha estat l'origen d'endocarditis com a conseqüència d'una mossegada de lleó, amb desenllaç fatal.

### Neissèria sicca
El diplococ gramnegatiu Neissèria sicca, comensal del tracte respiratori superior humà, ha estat identificat com a patogen causal d'endocarditis responsables d'embòlies pulmonars bilaterals i infarts cerebrals embòlics múltiples en malalts amb diverses patologies preexistents.

### Staphylococcus aureus
És una de les causes més comunes d'endocarditis infeccioses derivades d'infeccions nosocomials. Aquestes endocarditis tenen una alta mortalitat i són particularment difícils de tractar quan estan produïdes per una soca del bacteri resistent a la meticil·lina.

### Staphylococcus lugdunensis
És un bacteri propi de la pell del perineu i de les engonals, Staphylococcus lugdunensis causa endocarditis infeccioses molt agressives, especialment perilloses en dones embarassades. S'han publicat diversos casos d'endocarditis infeccioses provocades per aquest estafilococ subsegüents a la pràctica de vasectomies. La incidència general d'endocarditis infecciosa en gestants és d'un cas per cada 100000 embarassos i són causants de mortalitat materna (aproximadament el 33 per cent) i fetal (aproximadament 29 per cent) elevades.

### Staphylococcus warnerii
Staphylococcus warnerii, un estafilococ coagulasa-negatiu causant d'infeccions intrahospitalàries i bacterièmies postcateterisme. Pot ser l'origen d'endocarditis infeccioses recurrents que requereixen una antibioticoteràpia complexa. El lactobacil resisten a la vancomicinaWeissella confusa, pertanyent a la família Leuconostocaceae, provoca endocarditis de mal pronòstic.

### Streptococcus bovis
S'ha observat al sud d'Europa un augment del nombre d'endocarditis causades pel bacteri Streptococcus bovis (en especial del biotip I, anomenat avui dia S. gallolyticus) en vàlvules sense patologia prèvia de pacients predominantment geriàtrics. Aquest coc gramnegatiu s'associa amb el desenvolupament de bacterièmies en persones afectes d'una neoplàsia colorectal o greus trastorns hepàtics. Aquest increment no ha estat registrat als Estats Units ni a Austràlia i els especialistes creuen que la causa es deu a clonacions esporàdiques, selectives i resistents del coc, originades en la microbiota intestinal endògena d'alguns grups de població de la zona geogràfica on es produeixen. L'aparició en un pacient d'una endocarditis infecciosa d'aquestes característiques fa recomanable descartar la concurrència de neoformacions a colon.

### Streptobacillus moniliformis
Aquest bacil, un dels agents causals de la febre per mossegada de rata, causa endocarditis infeccioses greus en persones que tenen contacte amb rosegadors o que ingereixen aigua o aliments contaminats pels excrements d'animals infectats.

### Enterococcusspp.
El gènere bacterià Enterococcus és la causa d'aproximadament un 8 per cent de les endocarditis en vàlvules natives dins de la comunitat, d'aproximadament un 16 per cent de les nosocomials i del 9 per cent de les corresponents a addictes a drogues per via parenteral. Es veu en un 8 per cent d'endocarditis infeccioses sobre pròtesi cardíaca durant els primers dos mesos posteriors a la cirurgia, en un 12 per cent entre els 2 i els 12 mesos i en un 11 per cent un any o més després de l'operació. Pot presentar-se amb un quadre inespecífic de febre i poliartritis. Enterococcus faecalis és l'espècie que origina endocarditis infeccioses amb més freqüència, sobretot en persones amb una neoplàsia colònica subjacent.